# Leptathamas paradoxus
Leptathamas paradoxus  (лат.) — вид аранеоморфных пауков из подсемейства Agoriinae в семействе пауков-скакунов (Salticidae). Единственный вид рода Leptathamas, видимо, является родственным Athamas и Bulolia.

## Этимология
Название рода скомбинировано из слов греч. lepto, что означает «тонкий» или «стройный», и плюс название родственного рода Athamas.

## Распространение
Эндемичный вид Папуа-Новой Гвинеи.